# Krol Ko
Krol Ko (in khmer ប្រាសាទក្រោលគោ) è un tempio khmer di Angkor, in Cambogia. Fu edificato a cavallo della fine del XII secolo, durante il regno di Jayavarman VII. Si trova a nord di Neak Pean a un centinaio di metri dalla strada.
È costituito da una torre singola in arenaria racchiusa in un doppio recinto in laterite. Il recinto interno presenta un'unica entrata con un gopura ad oriente e misura 35 m per 25. Nel recinto interno vi è anche una biblioteca, che presenta un'entrata a ovest e una porta cieca a est. La torre centrale, porticata, si eleva su una terrazza cruciforme.
L'elemento di maggior interesse sono i frontoni demoliti che si trovano sul terreno, che raffigurano il bodhisattva Avalokiteśvara attorniato da devoti (il tempio è infatti buddista), e Krishna che solleva il monte Govardhana.